# Delegación de la Junta de Comunidades de Castilla-La Mancha en Albacete
La Delegación de la Junta de Comunidades de Castilla-La Mancha en Albacete es la sede central del Gobierno de Castilla-La Mancha en Albacete. Depende directamente de la vicepresidencia del gobierno autonómico.

## Historia
La Delegación Provincial de la Junta de Comunidades de Castilla-La Mancha en Albacete fue creada por decreto en 1983 y regulada en una orden del mismo año como órgano central de representación del gobierno autonómico en la provincia de Albacete.

## Delegado de la Junta en Albacete
El organismo está dirigido por el delegado provincial de la Junta de Comunidades de Castilla-La Mancha en Albacete, cuyas funciones, según el artículo 32 de la Ley del Gobierno y del Consejo Consultivo de Castilla-La Mancha, son las de representar a la Junta de Comunidades de Castilla-La Mancha en la provincia, coordinar las competencias atribuidas a los delegados provinciales de las Consejerías y dirigir los servicios de unidades periféricas que directamente se adscriban a los mismos.
En la actualidad ocupa el cargo, desde el 10 de julio de 2015, Pedro Antonio Ruiz Santos.
| Titular                           |                         |                         |               |
| Titular                           | Nombramiento            | Cese                    | Ref.          |
| --------------------------------- | ----------------------- | ----------------------- | ------------- |
| Siro Torres García                | 29 de agosto de 1995    | 3 de febrero de 2004    | [ 7 ] [ 8 ]   |
| Manuel González Ramos             | 30 de marzo de 2004     | 20 de noviembre de 2007 | [ 9 ] [ 10 ]  |
| Modesto Javier Belinchón Escudero | 20 de noviembre de 2007 | 12 de abril de 2011     | [ 11 ] [ 12 ] |
| Francisco Javier Cuenca García    | 7 de julio de 2011      | 16 de abril de 2015     | [ 13 ] [ 14 ] |
| Pedro Antonio Ruiz Santos         | 9 de julio de 2015      | -                       | [ 15 ]        |

## Sede
La Delegación del Gobierno de Castilla-La Mancha en Albacete tiene su sede en la Casa Perona, edificio situado en los números 7 y 9 de la calle Feria de la ciudad de Albacete. Entre 2003 y 2013 tuvo su sede en la Fábrica de Harinas de Albacete.